# Ertvelde
Ertvelde är en ort i Belgien.   Den ligger i provinsen Östflandern och regionen Flandern, i den nordvästra delen av landet, 60 km nordväst om huvudstaden Bryssel. Ertvelde ligger 11 meter över havet och antalet invånare är 8 514.
Terrängen runt Ertvelde är mycket platt. Runt Ertvelde är det mycket tätbefolkat, med 1 056 invånare per kvadratkilometer.. Närmaste större samhälle är Gent, 14,5 km söder om Ertvelde. 
Omgivningarna runt Ertvelde är en mosaik av jordbruksmark och naturlig växtlighet.